# ムタズ・エサ・バルシム
ムタズ・エサ・バルシム（Mutaz Essa Barshim, 1991年6月24日 - ）は、カタールの男子陸上競技選手。専門は走高跳。
母親はスーダン人。父親はカタール生まれのカタール人で、競歩の元カタール代表である。また3歳年が離れた弟のMuamer Aissa Barshamも走高跳の選手で、2014年アジア競技大会において銅メダルを獲得している。さらにサッカーカタール代表のマシャアル・バルシャムも弟である。アスパイア・アカデミーの卒業生である。
2010年にアジア室内陸上競技選手権大会で優勝し、同年の世界室内陸上競技選手権大会の代表に選ばれたが予選14位で敗退した。アジアジュニア陸上競技選手権大会では2メートル31の国内記録であり、アジア歴代8位の記録で優勝しており、世界ジュニア陸上競技選手権大会でも金メダルを獲得した。2011年のアジア陸上競技選手権大会では2m35の国内記録で優勝している。2012年8月7日、ロンドンオリンピック男子走高跳決勝で銅メダルを獲得した。同年8月には2m39のアジアタイ記録、屋外世界歴代8位タイ（当時）を出した。　
2013年6月1日、バルシムはダイヤモンドリーグユージーン大会において2m40のアジア新および屋外世界歴代4位タイ（当時）の記録を出した（現在は5位タイ）。2m40オーバー成功は屋外では21世紀初となり（13年ぶり）、室内を合わせても4年ぶりのこととなった。この高さは1ヶ月後の7月4日、ウクライナのボーダン・ボンダレンコがダイヤモンドリーグローザンヌ大会において2m41の屋外世界歴代3位タイの記録を出すまで2013年の最高記録であった。なお、同じ年に複数の選手が2m40オーバーを記録するのはキューバのハビエル・ソトマヨルとアメリカのチャールズ・オースチンが2m40を跳んだ1991年以来22年ぶりのこととなった。
2021年の東京オリンピックでは、2m37の記録まで一度も失敗なしで成功させたが、2m39は3回とも失敗になった。また、イタリアのジャンマルコ・タンベリも全く同じ記録と成功試技となり、2人が1位で並ぶ結果となった。しかし、2人は審判からのジャンプオフ（追加試技）の提案を断り、2人とも金メダルを獲得した。